# Pohlitzer Mühlenfließ
Das Naturschutzgebiet Pohlitzer Mühlenfließ liegt auf dem Gebiet der Gemeinden Schlaubetal und Siehdichum im Landkreis Oder-Spree in Brandenburg.
Das Gebiet mit der Kenn-Nummer 1413 steht seit dem 4. April 2006 unter Naturschutz. Das 90,65 ha große Naturschutzgebiet erstreckt sich südlich und südwestlich von Pohlitz, einem Ortsteil von Siehdichum, entlang des Stegefließes und des Pohlitzer Mühlenfließes. Nördlich des Gebietes verläuft die Landesstraße L 37, östlich die B 112 und südlich die B 244.